# Youth crew
Lo youth crew è un sottogenere dell'hardcore punk e allo stesso tempo una subcultura, che divenne popolare soprattutto tra il 1986 e il 1990, principalmente nell'area di New York, e in parte nell'area di Los Angeles. Il genere fu definito dagli album di gruppi come Youth of Today, Gorilla Biscuits, Bold e Side By Side, pubblicati quasi tutti con l'etichetta Revelation Records. Spesso questo movimento viene riconosciuto parte della scena New York hardcore.
Nella sua forma originaria era molto simile al melodic hardcore, ma molte tracce includevano pesanti breakdown tipici del mosh. Dagli anni '90 i gruppi appartenenti a questa scena hanno introdotto sempre maggiori influenze heavy metal, contribuendo alla nascita del metalcore. Attorno al 1997, contemporaneamente a questa nuova tendenza, si sviluppò anche un breve revival del sound originale, grazie a gruppi come Floorpunch, Ten Yard Fight e In My Eyes.

## Ideologia e origine del termine
Diversamente dall'hardcore punk più ortodosso, gli esponenti di questa subcultura tendono a definirsi fuori dal movimento punk, rifiutando lo stile di vita nichilista e autodistruttivo e abbracciando uno stile di vita più positivo, aderendo all'ideologia straight edge e a quella vegetarianista.
Il nome youth crew deriva da crew, parola largamente utilizzata nell'hardcore per riferirsi a gruppi di amici formatisi per difendersi dalla violenza, osteggiata dagli appartenenti a questo movimento. Tra i primi ad utilizzare il termine con questo significato gli Youth of Today con la traccia Youth Crew nel 7" Can't Close My Eyes, i 7 Seconds con l'album The Crew, i Judge con la canzone New York Crew e i Warzone con We're the Crew, contenuto nell'album Don't Forget the Struggle, Don't Forget the Streets.
Il 1988 è solitamente considerato l'anno d'oro del movimento e in generale dello straight edge di New York, pertanto il revival degli anni recenti è anche chiamato 88 hardcore revival. Sempre per questo motivo i gruppi youth crew utilizzano spesso il numero 88 per simboleggiare la loro origine e la loro appartenenza, senza alcuna intenzione di utilizzarlo come slogan nazista.

## Alcuni gruppi
- Alone in a crowd
- Bold
- Brotherhood
- Chain of Strength
- Gorilla Biscuits
- Inside Out
- Insted
- Judge
- Justice League
- Mouthpiece
- Pagan Babies
- Side By Side
- Uniform Choice
- Unit Pride
- Youth of Today